# هارولد جاميسون
هارولد جاميسون (بالإنجليزية: Harold Jamison)‏ مواليد 20 نوفمبر 1976 في أورانجبورغ، هو لاعب كرة سلة أمريكي سابق. بدأ مسيرته الاحترافية في سنة 1999. يبلغ طوله 6 قدم 9 بوصة (2.1 م). اعتزل اللعب في 2013.

## المسيرة الاحترافية
لعب مع ميامي هيت في موسم 1999–2000، ثم لعب مع لوس أنجلوس كليبرز في موسم 2001–2002، ثم لعب مع شلوسك فروتسلاو في سنة 2003، ثم لعب مع إس إس فليتشي سكاندون في الدوري الإيطالي في موسم 2003–2004، ثم لعب مع أسكو غدينيا في سنة 2004، ثم لعب مع سكافاتي باسكت من سنة 2004 إلى 2006، ثم لعب مع إس إس فليتشي سكاندون في الدوري الإيطالي في موسم 2006–2007، ثم لعب مع فيرارا من سنة 2007 إلى 2010.

## روابط خارجية
- هارولد جاميسون على موقع إن بي أي (الإنجليزية)
- هارولد جاميسون على موقع سبورتس رفرنس (الإنجليزية)
- هارولد جاميسون على موقع كرة السلة الأوروبية.كوم (الإنجليزية)
- هارولد جاميسون على موقع كلية كرة السلة في سبورتس رفرنس.كوم (الإنجليزية)
- هارولد جاميسون على موقع ريلجم (الإنجليزية)
- هارولد جاميسون على موقع بروبوليرز (الإنجليزية)
- هارولد جاميسون على موقع سبورتس رفرنس (الإنجليزية)